# سروش گرجی
مرتضی قلی بیک گرجی متخلص به سروش از شعرای فارسی سرای گرجی ایران در دورهٔ صفویه است.
او فرزند اسفندیار بیک گرجی، در اصفهان رشد و نمو یافته بود. به علت مهارت تمام در سرودن شعر، تصمیم گرفت شاهنامه عباسی را به نظم درآورد و مؤلف قصص الخاقانی می‌نویسد: «اشعار شاهنامه وی الحال از ۱۲٬۰۰۰ بیت متجاوز است».
«... کلامش تهمتنی است که کمر زنجیر فکر بدگویان را در مصاف خودنمایی گسیخته، خیالش روئین‌تنی است که شمشیر نطق عیب جویان را دم گیرایی ریخته…»

## اشعار
از اشعار اوست:
| روان همچو رودی بود روزگار   |  | سپهر آسایش بر رهگذار         |
| تو چون ماهی رود، گرم شنا    |  | رهت بر دم پرهٔ آسیا           |
| دمادم در آن آب تاب اوفتد    |  | تنت همچو خس در شتاب اوفتد    |
| ز بالا به پستی دواند تو را  |  | چنین تا به سختی رساند تو را  |
| چو اندر دم چرخت افکند بخت   |  | به یک دم ز یک گردش تند و سخت |
| تنت را بدان گونه ساید در آب |  | کز آن هم پشیزی نماید حباب    |

| ز اعجاز نطقش شده دمبدم            |  | تواضع کنان لطف و معنی به هم  |
| قرین کرده در چرخ نیک‌اختری         |  | دو مصرع به هم چون مه و مشتری |
| کلامش ز خوبی همه یاسمن            |  | گلستان گلستان چمن در چمن     |
| خداوند طبع سخن آفرین              |  | سراید به مدح سروشی چنین      |
| به نطق و به حرف و به عقل و به دین |  | فصیح و ملیح و درست و متین    |

| دل در آن وقتی که جا بالای هفت اورنگ داشت |  | در هوای سجدهٔ او سوی خاک آهنگ داشت |
| بخیه در هر نفس از جامهٔ هستی گسیخت        |  | در بر ما زندگی حکم قبای تنگ داشت  |